# Японский морской ангел
Японский морской ангел, или японская скватина (лат. Squatina japonica) — вид рода плоскотелых акул одноимённого семейства отряда скватинообразных. Эти акулы встречаются в западной части Тихого океана на глубине до 300 м. Максимальная зарегистрированная длина 200 см. У них уплощённые голова и тело, внешне они похожи на скатов, но в отличие от последних жабры скватин расположены по бокам туловища и рот находится в передней части рыла, а не на вентральной поверхности. Два спинных плавника расположены позади брюшных плавников. Вдоль позвоночника по туловищу пролегает ряд крупных шипов. Окраска коричневого цвета, тело испещрено многочисленными тёмными пятнышками.
Эти акулы размножаются путём яйцеживорождения. Они ведут ночной образ жизни и охотятся из засады. Рацион состоит из небольших донных рыб и беспозвоночных. В целом неопасны для человека, но будучи потревоженными или при поимке, способны нанести серьёзные раны. Представляют незначительный интерес для коммерческого рыбного промысла.

## Таксономия
Впервые вид был научно описан в 1858 году датским ихтиологом Питером Блекером. Голотип представляет собой самца длиной 52,5 см, пойманного у берегов Нагасаки, Япония. Вид назван по географическому месту обнаружения голотипа.
Путём анализа митохондриальной ДНК установлено, что японская скватина образует кладу с прочими азиатскими скватинами, включая южноавстралийскую глазчатую скватину, а также является близкородственным видом тайваньской скватине и Squatina legnota. Эти азиатские виды в свою очередь близки европейским и североафриканским скватинам. По оценке молекулярных часов вид сформировался 100 миллионов лет назад в Меловом периоде.

## Ареал
Японские скватины обитают в северо-западной части Тихого океана от восточного побережья Хонсю, Япония, до Тайваня, включая юг Японского моря, Жёлтое море, Восточно-Китайское море и Тайваньский пролив.. Ранние источники указывают, что японские скватины встречаются в водах Филиппин, однако недавние исследования показали, что единственным присутствующим в этом регионе видом скватин является Squatina caillieti. Эти акулы встречаются на континентальном шельфе на глубине до 300 м. Они предпочитают держаться на песчаном дне неподалёку от скалистых рифов.

## Описание
У японских скватин довольно стройное тело и характерные для скватин крыловидные широкие грудные и брюшные плавники. Крупные овальные глаза широко расставлены. Позади глаз имеются брызгальца в форме полумесяца, с квадратными выступами по внутренней кромке. Большие ноздри обрамлены небольшими кожными складками, оканчивающимися двумя усиками. Внешний усик тонкий, а внутренний имеет ложковидный кончик и слегка бахромчатую кромку у основания. Кожные лоскуты, расположенные по обе стороны головы лишены заострённых лопастей. Широкий рот расположен на кончике рыла, по углам имеются бороздки. По обе стороны от симфиза на каждой челюсти имеется по 10 зубов, зуб на симфизе отсутствует. Зубы маленькие, узкие и заострённые. Имеются пять пар жаберных щелей, расположенных по бокам головы.

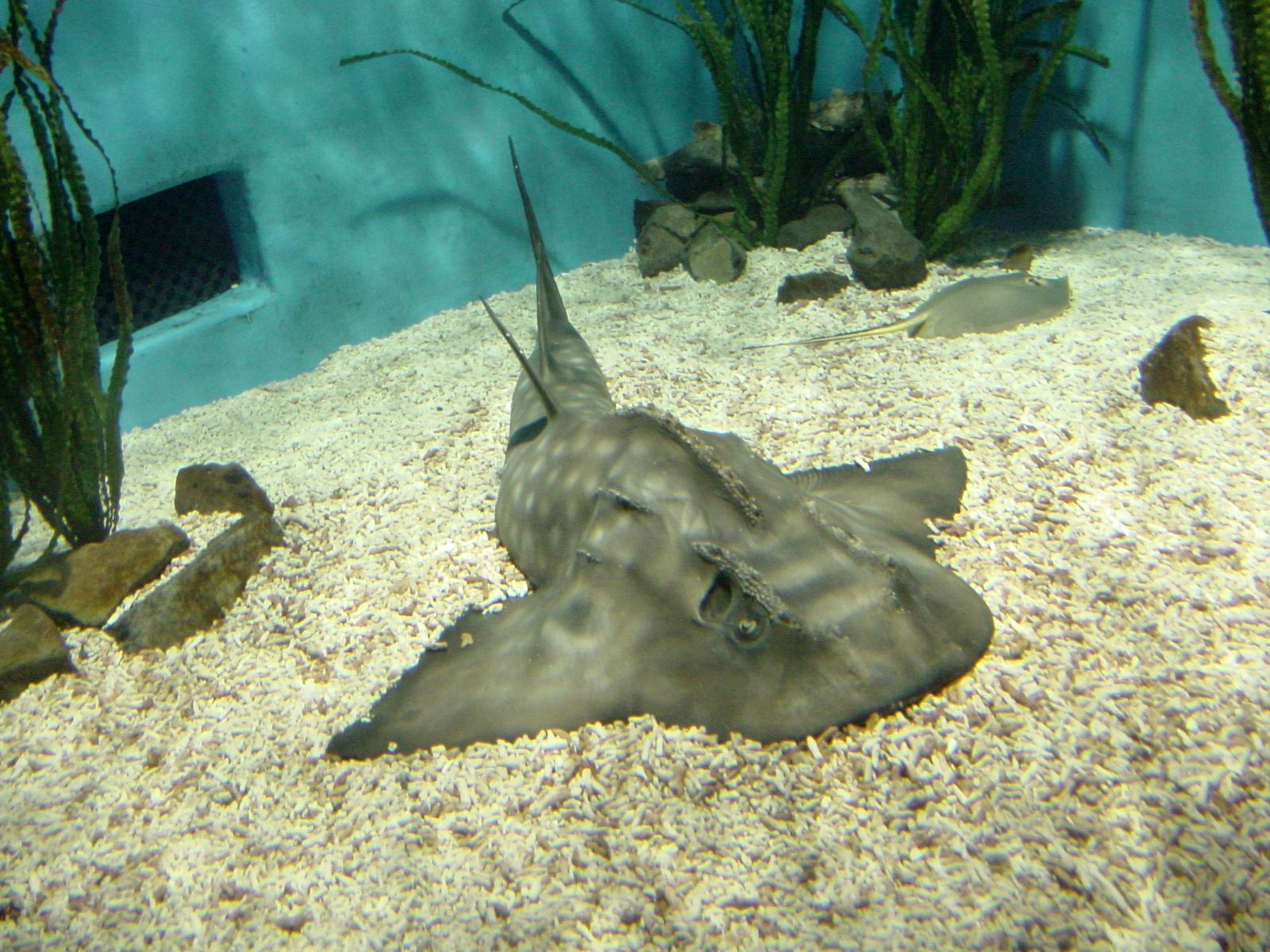

Передний край грудных плавников образует треугольный выступ, не прикреплённый к голове. Внешний край грудных плавников имеет форму треугольника, задние концы закруглены. Края брюшных плавников слегка вогнуты. Два треугольных спинных плавника схожи по размеру и форме и расположены позади брюшных плавников. Хвостовой стебель приплюснут, имеются латеральные кили. Кончики треугольного хвостового плавника закруглены. Нижняя лопасть хвостового плавника больше верхней. Спина покрыта плакоидными чешуями среднего размера, вдоль позвоночника по туловищу и хвосту пролегает ряд крупных колючек. Окраска светло-коричневого цвета, тело плотно покрыто квадратными тёмными пятнышками, пятна, покрывающие плавники мельче. Брюхо белое с тёмными отметинами. Максимальный зарегистрированный размер в разных источниках колеблется от 1,5 до 2,5 м.

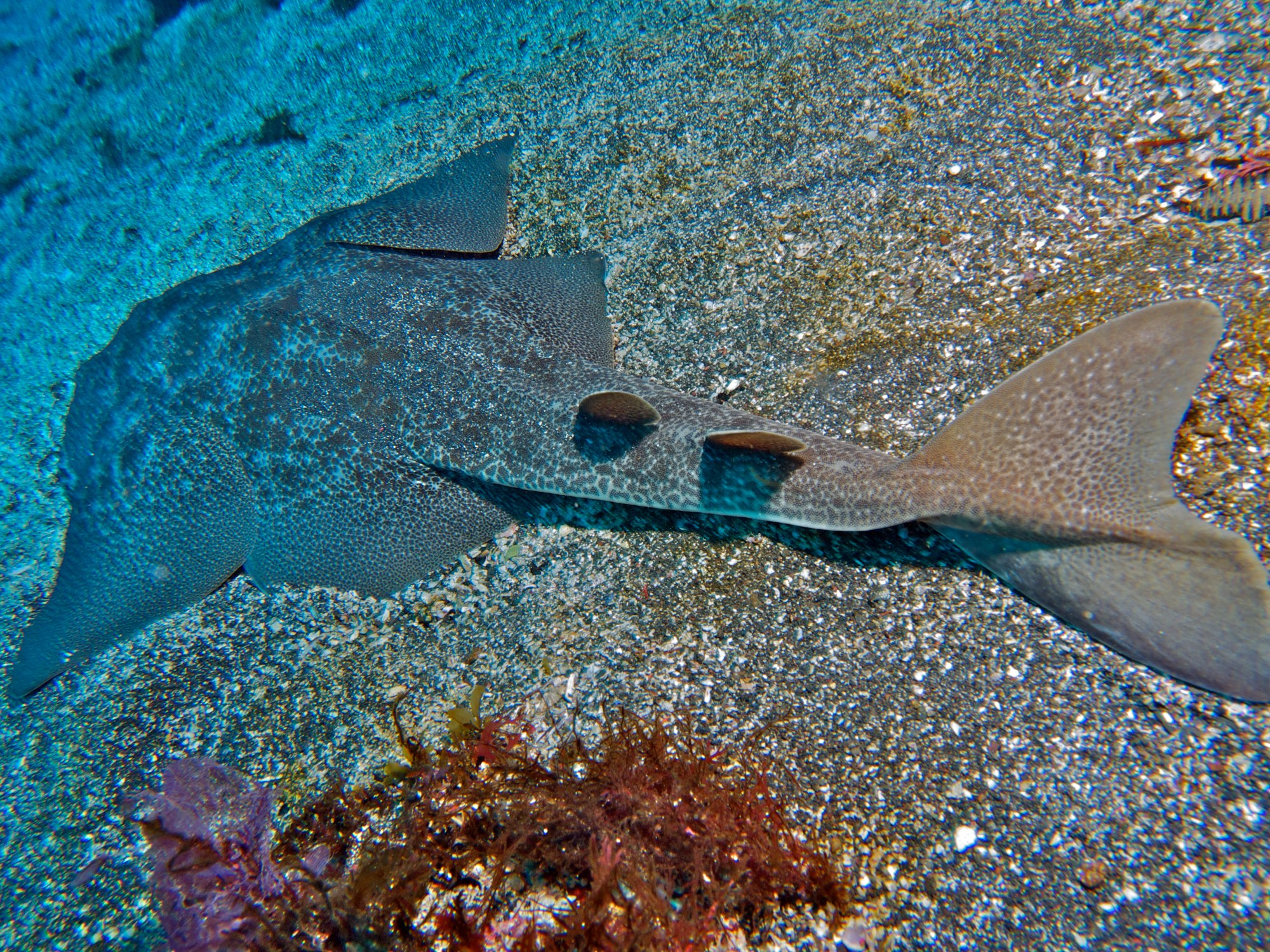

## Биология
Днём японские скватины предпочитают лежать на дне наполовину зарывшись в грунт. Их пёстрая окраска прекрасно маскирует их, позволяя им подкарауливать добычу из засады. Ночью они становятся более активными. Их рацион состоит из придонных костистых рыб, головоногих и ракообразных. Японские скватины встречаются как поодиночке, так и группами. На этих акулах паразитируют ленточные черви Phyliobothrium marginatum и Tylocephalum squatinae, веслоногие рачки  Eudactylina squatini и Trebius shiinoi.
Эти акулы размножаются яйцеживорождением. В помёте от 2 до 10 новорождённых длиной 22 см. Роды происходят весной и летом. Самки достигают половой зрелости при длине 80 см.

## Взаимодействие с человеком
Как правило, японские скватины неопасны для человека. Однако если их потревожить, они могут сильно укусить. Эти акулы часто попадаются как при целевом промысле, так и в качестве прилова в донные тралы и ставные неводы и донные жаберные сети. Мясо используют в пищу, а из шкуры делают шагрень для полировки дерева.
В целом у скватин медленный цикл воспроизводства, при этом они представляют собой лёгкую добычу, поэтому они чувствительны к перелову. В северо-западной части Тихого океана, особенно в Жёлтом море, ведётся интенсивный траловый промысел, вкупе с загрязнением окружающей среды он наносит серьёзный ущерб местной экосистеме. Численность популяции японских скватин сократилась на 50 % и даже более. Международный союз охраны природы присвоил этому виду статус «Уязвимый».